# Neduba carinata
Neduba carinata är en insektsart som beskrevs av Walker, F. 1869. Neduba carinata ingår i släktet Neduba och familjen vårtbitare. Inga underarter finns listade i Catalogue of Life.